# Міхаїл-Когелнічану (Тулча)
Міхаїл-Когелнічану (рум. Mihail Kogălniceanu) — село у повіті Тулча в Румунії. Адміністративний центр комуни Міхаїл-Когелнічану.
Село розташоване на відстані 218 км на схід від Бухареста, 16 км на південь від Тулчі, 96 км на північ від Констанци, 69 км на південний схід від Галаца.

## Населення
За даними перепису населення 2002 року у селі проживали 1927 осіб. Рідною мовою 1924 особи (99,8%) назвали румунську.
Національний склад населення села:
| Національність | Кількість осіб | Відсоток |
| -------------- | -------------- | -------- |
| румуни         | 1913           | 99,3%    |
| цигани         | 5              | 0,3%     |